# Katja Ulbrich
Katja Ulbrich (* 21. Januar 1988 in Bayreuth) ist eine deutsche Inline-Speedskaterin.

## Leben
Auf Rollen fährt sie seit 1996. Ihr Heimatverein ist die Turnerschaft Bayreuth. Mit zwölf Jahren nahm sie erstmals am Fränkische Schweiz-Marathon teil und gewann zwei Jahre später diesen Wettbewerb erstmals. Seither trug sie auf dieser Strecke elf Mal den Sieg davon. Sie hält die Streckenbestzeit bei den Speedskaterfrauen mit einer Zeit von 1:13 Stunden.
Ulbrichs aktueller Verein ist der TSV Lenting.
Ulbrich ist seit 2016 Lehrerin am Gymnasium Gaimersheim und unterrichtet in den Fächern Mathematik und Sport.
Seit 2018 fährt sie aktiv Radrennen bei der Radsportabteilung des TSV Gaimersheim.

## Erfolge

### Vor 2012
- Deutsche Meisterin im Marathon 2007, 2010
- Platz 6. bei den Marathon-Europameisterschaften 2008
- Platz 2 in der Gesamtwertung des German-Inline-Cup 2008
- Siegerin des German Blade Challenge 2009
- Siegerin des Baden-Württemberg-Inline-Cup 2011
- Siegerin Kassel-Marathon 2011
- Siegerin Mannheim-Marathon 2011
- Mehrfache deutsche Jugend- und Juniorenmeisterin
- Siegerin Köln-Marathon
- Platz 2 in der Gesamtwertung des German Blade Challenge

### 2012
- Deutsche Meisterin in der Halbmarathondisziplin
- Siegerin Köln-Marathon
- Siegerin Kassel-Marathon
- Platz 2 in der Gesamtwertung des German-Inline-Cup 2012
- Platz 4 im Halbmarathon beim 11. int. XRace in Berlin
- Platz 14 bei der WM in Italien in der Marathondisziplin

### 2013
- Deutsche Meisterin in der Marathondistanz mit einer Zeit von 1:13 Stunden (bisherige Bestzeit)[2]
- Siegerin des German-Inline-Cup, weil sie kürzlich den XRace in Berlin gewann.
- Bayerische Meisterin in der Aktivklasse der Damen über 300 m, 500 m, 5000 m und 1500 m.  In der Aktiven/Combo-Staffel wurde sie ebenfalls, zusammen mit Patrik Knopf und Harald Hertrich bayerische Siegerin
- Deutsche Meisterin im Halbmarathon in Leipzig[3]

### 2014
- Deutsche Meisterin in der Marathondistanz und Platz 3 im Halbmarathon
- Platz 2 in der Gesamtwertung des German-Inline-Cup 2014

### 2015
- Deutsche Meisterin in der Marathondistanz
- Platz 2 deutsche Meisterschaft Halbmarathon
- Platz 5 Berlin-Marathon
- Platz 11 Europameisterschaften Marathon[4]

### 2016
- Platz 2 deutsche Meisterschaft Halbmarathon
- Platz 4 Halbmarathon German-Inline-Cup
- Platz 2 Marathon Schempachersee (Swiss Skate Tour)
- Platz 9 Marathon Europameisterschaft Heerde (Niederland)
- Platz 2 Marathon German-Inline-Cup Salzburg
- Deutsche Meisterin in der Marathondistanz
- Platz 13 Berlin-Marathon
- Platz 1 in der Gesamtwertung des German-Inline-Cup 2016

### 2017
- Platz 5 Halbmarathon German-Inline-Cup Berlin (Rollentausch während des Rennens)
- Platz 3 Halbmarathon German-Inline-Cup Hamburg
- Platz 4 Marathon-Europameisterschaft Lagos (Portugal)
- Platz 1 Deutsche Meisterschaft Speedskating Langstrecke 60 km
- Platz 1 Engadin-Marathon in St. Moritz
- Platz 2 Halbmarathon German-Inline-Cup Prag

### 2018
- Platz 1 Deutsche Meisterschaft Halbmarathon in Hannover[1]

### Fränkische Schweiz Marathon
Platzierungen beim Fränkische Schweiz Marathon
- 2000: 5. Platz, 1:36 Stunden
- 2001: 4. Platz, 1:26:10 Stunden
- 2002: 1. Platz, 1:20:01 Stunden
- 2003: wegen Krankheit nicht angetreten
- 2004: 4. Platz, 1:21:18
- 2005: 1. Platz, 1:13:37
- 2006: 1. Platz, 1:16:00
- 2007: 1. Platz, 1:17:43
- 2008: 1. Platz, 1:22:12
- 2009: 1. Platz, 1:20:54
- 2010: 3. Platz, 1:20:33
- 2011: 1. Platz, 1:21:27
- 2012: 1. Platz, 1:20:14
- 2013: 1. Platz, 1:18:24
- 2014: 1. Platz, 1:23:34
- 2015: nicht angetreten
- 2016: 1. Platz, 1:17:54
- 2017:  1. Platz, 1:15:54